# Ponta da Calheta
A Ponta da Calheta é uma localidade portuguesa da freguesia da São Mateus, concelho da Madalena do Pico, ilha do Pico, arquipélago dos Açores.
Nesta localidade encontra-se o Porto da Calheta. Nas suas próximidades encontra-se o Monte e a Ponta da Madre Silva.